# 코블스톤

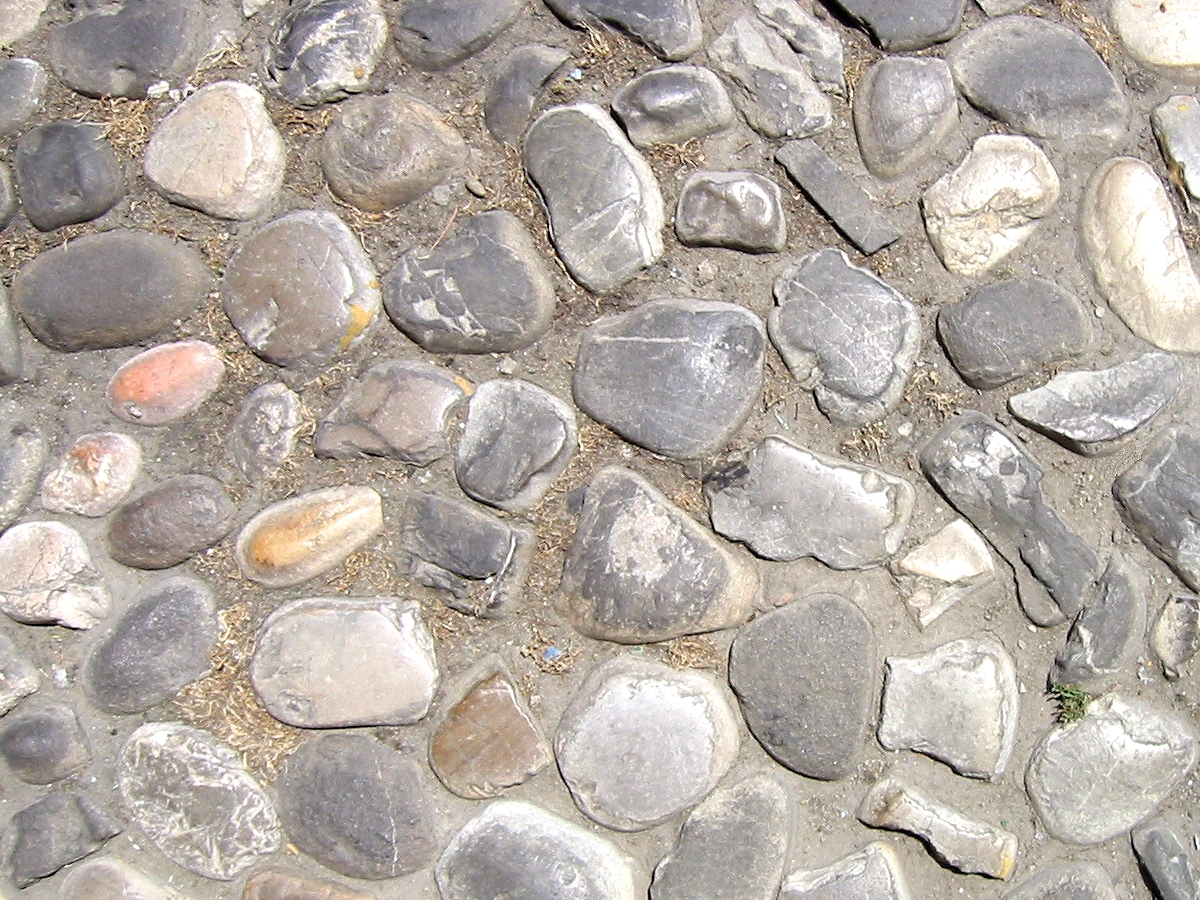
이탈리아 이몰라의 도로 표면에 보이는 코블스톤

코블스톤(cobblestone)은 코블 크기의 돌을 기반으로 한 천연 건축자재로 포장도로, 길거리, 건물 등에 사용된다. 벨기에 블록이라고도 불리는 세트는 종종 "코블"(cobble)이라고 불리지만, 세트(sett)는 채석되어 규칙적인 형태로 형성된다는 점에서 코블스톤과 구별되는 반면, 코블스톤은 자연적으로 발생하는 크기가 덜 균일한 형태이다.
이는 특히 유럽에서 수천 년 동안 다양한 문화권에서 사용되었으며 특히 중세와 근대 초기에 두드러졌다. 오늘날 코블스톤 거리는 역사 보존과 관련이 있는 경우가 많으며 많은 도시에서 특정 지역의 역사적 특성을 유지하기 위해 사용된다.

## 같이 보기
- 판석